# Pilosocereus pentaedrophorus
Pilosocereus pentaedrophorus är en kaktusväxtart som först beskrevs av Labour., och fick sitt nu gällande namn av Byles och Gordon Douglas Rowley. Pilosocereus pentaedrophorus ingår i släktet Pilosocereus och familjen kaktusväxter.

## Underarter
Arten delas in i följande underarter:
- P. p. pentaedrophorus
- P. p. robustus

## Bildgalleri

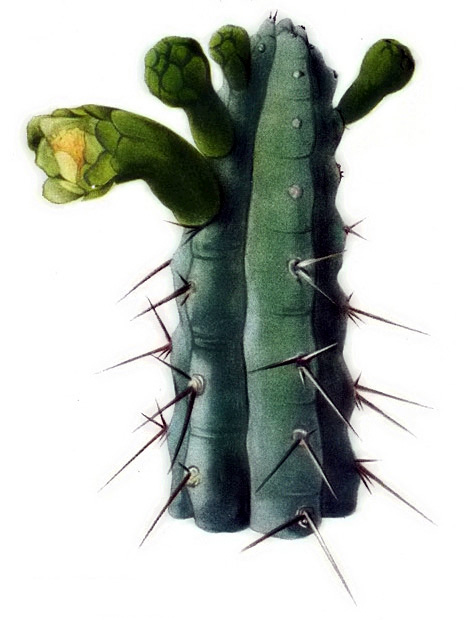
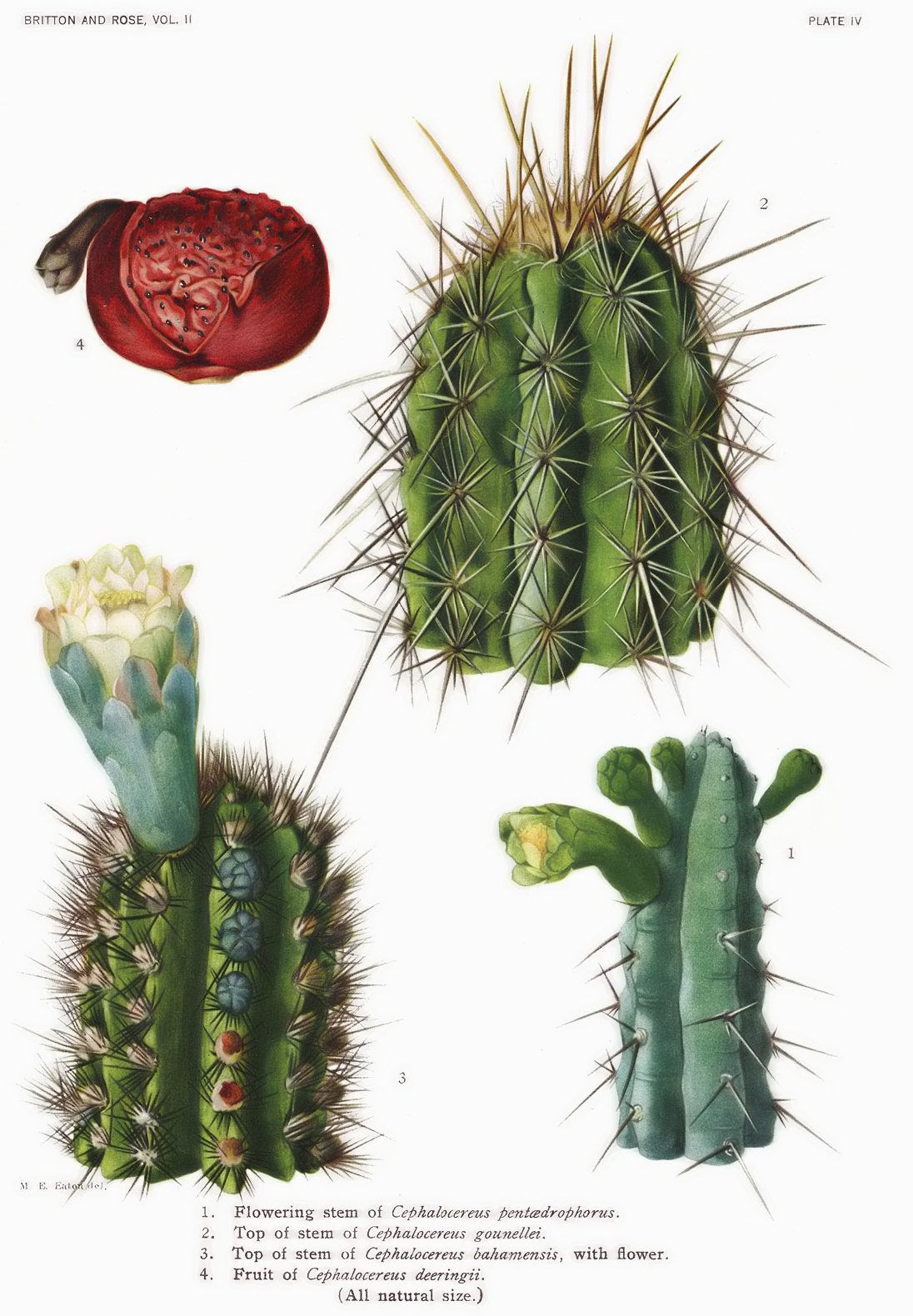